# Shenjiaying
Shenjiaying (kinesiska: 沈家营)  är en köping i Kina. Den ligger i stadsdistriket Yanqing i Pekings storstadsområde, i den norra delen av landet, omkring 70 kilometer nordväst om stadskärnan. Antalet invånare är 12 021. Befolkningen består av 5 892 kvinnor och 6 129 män. Barn under 15 år utgör 10,0 %, vuxna 15-64 år 78 %, och äldre över 65 år 11,0 %.